# Francis Peter Leipzig
Francis Peter Paul Leipzig (* 29. Juni 1895 in Chilton, Wisconsin; † 17. Januar 1981 in Portland, Oregon) war ein US-amerikanischer römisch-katholischer Geistlicher. Leipzig war von 1950 bis 1971 Bischof des Bistums Baker.

## Leben
Francis Leipzig wurde als jüngster von vier Kindern, von denen nur drei das Erwachsenenalter erreichten, in Chilton geboren. Seine Schwester Rose starb im September 1891, im Alter von erst 10 Monaten. Sein Vater Frank war gebürtiger Deutscher, der aus dem rheinland-pfälzischen Wincheringen in die Vereinigten Staaten eingewandert war.
Als junger Mann schrieb sich Leipzig zunächst am Saint Francis de Sales Seminary in Milwaukee ein. Später zog er mit seinen Eltern nach Portland, Oregon. Er trat als Seminarist ins Mount Angel Abbey in Mt. Angel, Oregon ein. Danach studierte er vier Jahre lang Theologie am Saint Patrick's Seminary and University in Menlo Park, Kalifornien.
Am 14. April 1920 wurde Leipzig von Alexander Christie, dem Bischof des Bistums Oregon City zum Priester geweiht. Im Anschluss daran wurde er Kurat an der St. James Church in McMinnville, Oregon, sowie an der Good Shepherd Church in Sheridan, Oregon. 1921 folgte die Versetzung als Kaplan an die Kathedrale von Portland. Weitere Stationen seines geistigen Wirkens waren Gemeinden in Corvallis und Eugene.
Papst Pius XII. ernannte Leipzig am 18. Juli 1950 zum Bischof von Baker. Die Bischofsweihe spendeten ihm am 12. September 1950 Erzbischof Edward Daniel Howard und die Mitkonsekratoren, die Bischöfe Edwin Vincent O’Hara und Edward Joseph Kelly. Leipzig war danach 21 Jahre lang Bischof seines Bistums. Zwischen 1962 und 1965 nahm er an allen vier Sitzungsperioden des Zweiten Vatikanischen Konzils statt. Er ließ über 95 Kirchen, Schulen und Krankenhäuser in seinem Bistum errichten.
Am 26. April 1971 gestattete ihm Papst Paul VI. den Rücktritt von seinem Amt. Nach einem Jahr, welches er noch in Baker verlebte, zog er im Juni 1972 nach Portland. Hier verlebte er die letzten Jahre seines Lebens in einem Pflegeheim. Er starb im Januar 1981, im Alter von 85 Jahren.